# Montfitchet Castle
Das Montfitchet Castle war eine Festung in London. König Wilhelm I. ließ sie nach der normannischen Invasion im Jahr 1066 errichten, um die Stadt vor Angriffen der Wikinger zu schützen und mögliche Aufstände der angelsächsischen Stadtbewohner zu verhindern.
Das Gebäude befand sich am westlichen Stadtrand nahe dem Baynard’s Castle und ging in den Besitz von Gilbert de Monfichet aus Rouen über, einem Verwandten des Königs, der sich in der Schlacht bei Hastings bewährt hatte. Auf Befehl von König Johann Ohneland wurde das Gebäude 1213 zerstört. Die Materialien wurden 1276 beim Bau des Blackfriars-Klosters wiederverwendet.
Koordinaten: 51° 30′ 49″ N, 0° 6′ 5″ W